# Colorado Train
Colorado Train est un thriller et roman fantastique français. C'est le premier roman de Thibault Vermot, publié aux Éditions Sarbacane le 6 septembre 2017 dans la collection ado-adulte Exprim'. Sélectionné dans le cadre des Pépites du Salon du livre et de la presse jeunesse de Montreuil ainsi que du prix Vendredi, il reçoit à sa sortie un accueil critique favorable et obtient dans la foulée une mention spéciale du prix Vendredi.
L'histoire de Colorado Train se déroule dans la petite ville de Durango, état du Colorado, durant quelques mois à cheval entre les années 1949 et 1950. Dans une ambiance marquée par la sortie récente de la Seconde Guerre mondiale ainsi que l'angoisse de la Guerre froide, un groupe de jeunes gens tâche de puiser dans leur amitié la force de grandir malgré leurs cellules familiales endommagées ou défaillantes. La disparition d'un élève de leur classe déclenche leur curiosité et les pousse à mener l'enquête, et les confronte à la figure brumeuse d'un tueur qui partage avec le Wendigo des légendes indiennes la capacité à apparaître et frapper avant que quiconque ait le temps de réagir. L'affaire prend une tournure résolument tragique quand le tueur s'en prend au petit frère de Michael, l'un des protagonistes.
Ce roman a connu plusieurs états de rédaction ; d'abord nouvelle d'une quarantaine de pages en 2013, novella d'environ 120 pages en 2015, enfin roman de 360 pages dans son état de publication. Le paratexte en clôture du roman indique une durée de rédaction d'approximativement 4 ans : d'août 2013 à avril 2017.
Le roman connaît une publication en poche dans la collection Pôle fiction chez Gallimard Jeunesse en mai 2020, dont il constitue le n°159. Il est également adapté en 2022 par Alex W. Inker en bande dessinée aux Éditions Sarbacane et obtient le prix Coup de Cœur du festival Quai des Bulles de Saint-Malo la même année.

## Genèse du texte

### L'incipit
Thibault Vermot écrit la première version du texte en 2013, lors d'un voyage dans l'Ouest des USA. L'idée précise lui vient à Flagstaff (Arizona) en entendant un train siffler au milieu de la nuit. Ce son devient la matrice d'une sensation d'inquiétude qui le pousse à écrire l'incipit de Colorado Train sur son téléphone, incipit qui demeure presque inchangé dans la version publiée. La voix du « hobo » est née, et Vermot expliquera plus tard s'être servi d'une technique tirée du Poète de Michael Connelly pour l'alimenter et la développer. Par la suite, une fois cette ouverture écrite, l'écrivain utilise un fragment de texte écrit en 2009, centré sur l'idée d'un groupe d'enfants confronté à un croque-mitaine :
«Quand on me racontait que le Croque-mitaine viendrait pour me prendre si je n'étais pas sage, j'avais toujours dans un coin de ma pensée cette image terrifiante jusqu'à la folie, de l'orée d'un bois, d'où sortiraient des gamins hurlants, le visage creusé de larmes noires, tendant des bras qui ne seraient plus que des moignons sanglants, car le Croque-mitaine leur a mangé les mains.»
De ce collage de textes écrits pourtant à deux moments différents naissent les personnages principaux de Colorado Train, une galerie d'enfants de onze ans présentée au complet à partir du chapitre 9 : Michael, Calvin, Suzy, Don, George et Durham.

### De multiples sources d'inspiration

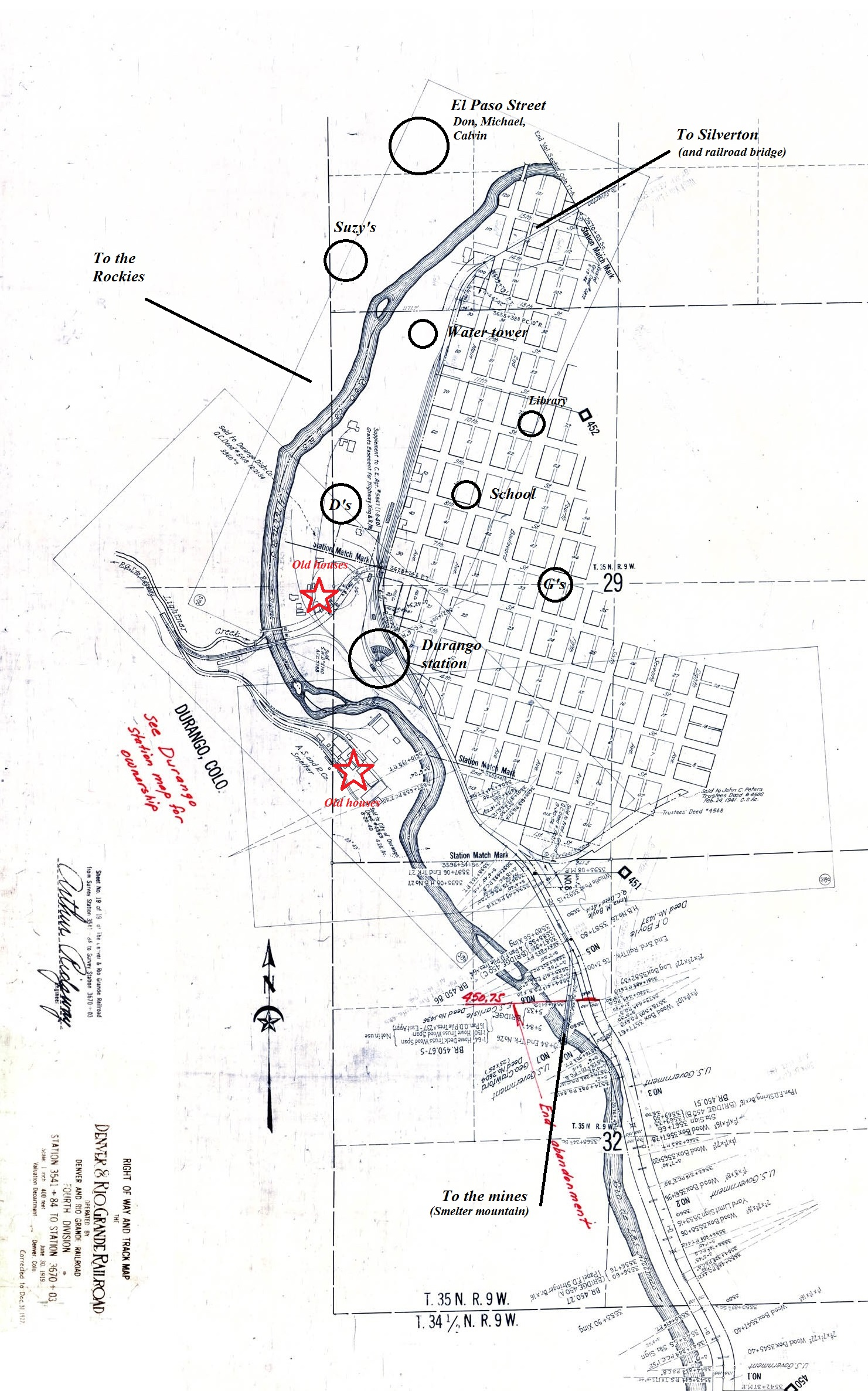
Plan annoté de Durango, présenté à l'ouverture du roman Colorado Train de Thibault Vermot

Thibault Vermot affirme que le processus de création de Colorado Train s'est probablement nourri de nombreuses références, mais que la majeure partie de ces références ont agi à un niveau inconscient, quand deux idées présidaient à l'écriture : « raconter une bonne histoire » et « faire peur à [s]on lecteur ». Le roman comporte cependant dès l'ouverture une carte de Durango annotée par l'auteur, tirée des archives de la compagnie ferroviaire Denver & Rio Grande Railroad, datée de 1919, et où apparaissent les lieux autour desquels l'action se focalise : l'école, la rue El Paso, le château d'eau, la gare de Durango ainsi que les directions des mines de Smelter Mountain au sud et de Silverton au nord. Thibault Vermot souligne l'importance du décor et de la géographie au cours de l'écriture de Colorado Train, et dans le roman final, de nombreuses références et intertextualités sont identifiables comme ayant eu une influence sur le décor de la diégèse.

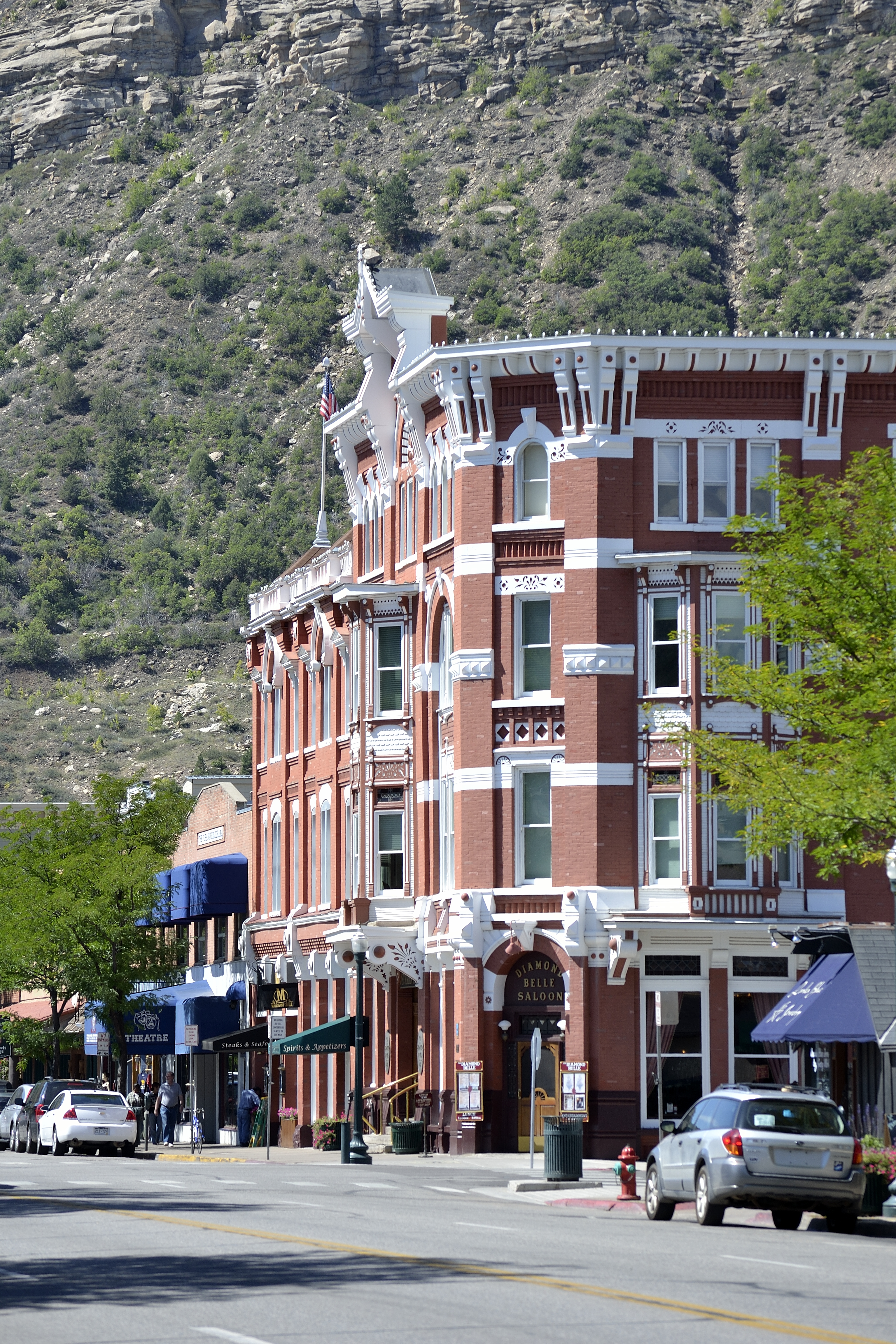
Durango, Colorado, Main Street

#### Inspirations musicales
Une autre matrice du texte se trouve dans la chanson Big Rock Candy Mountain composée et chantée par Harry McClintock (1928), dont les images nourrissent à la fois l'écriture de nombreux passages de Colorado Train, ainsi que l'imaginaire des jeunes personnages du roman. Une liste musicale placée dans le paratexte à l'ouverture du roman indique également dans quel creuset l'auteur a forgé les thèmes et l'imagerie du texte, inspirations classiques (Lontano de Ligeti, L'Île des Morts de Rachmaninov) comme contemporaines (Everybody Knows This Is Nowhere de Neil Young, Wanderlust de Mark Knopfler, The Moor d'Opeth).

#### Inspirations poétiques
Dès la première version du texte datant de 2013, le poème Annabel Lee d'Edgar Allan Poe parcourt le récit, traduit et retravaillé par l'auteur pour en constituer la clôture. Dans la version de 2017, ce même poème est utilisé en exergue du chapitre 46 et constitue le sous-texte des émotions de Michael pour Suzy.

Les enfants doivent par ailleurs apprendre le poème Le Corbeau de Poe, canonique dans les écoles américaines, et son refrain est cité dans le roman :
– C’était pas si mal, conclut Durham. On recommencera !

– Nevermore… ! déclama George.

– Me parle plus jamais d’ce poème ! gémit Don

– La prochaine fois, grimaça Suzy, y a un cockpit et je conduis ! 
Dans le chapitre 46, un autre poème est cité, traduit par l'auteur : Escape, d'Elinor Wylie (1923), poème entremêlant les thèmes du refuge et de la menace : 
Et vous me chercherez en vain

Dans le creux des racines

Ou bien là

Quand tombe la pluie aux senteurs de pommes

Où les guêpes d'argent nichent

Pendues comme des fruits.

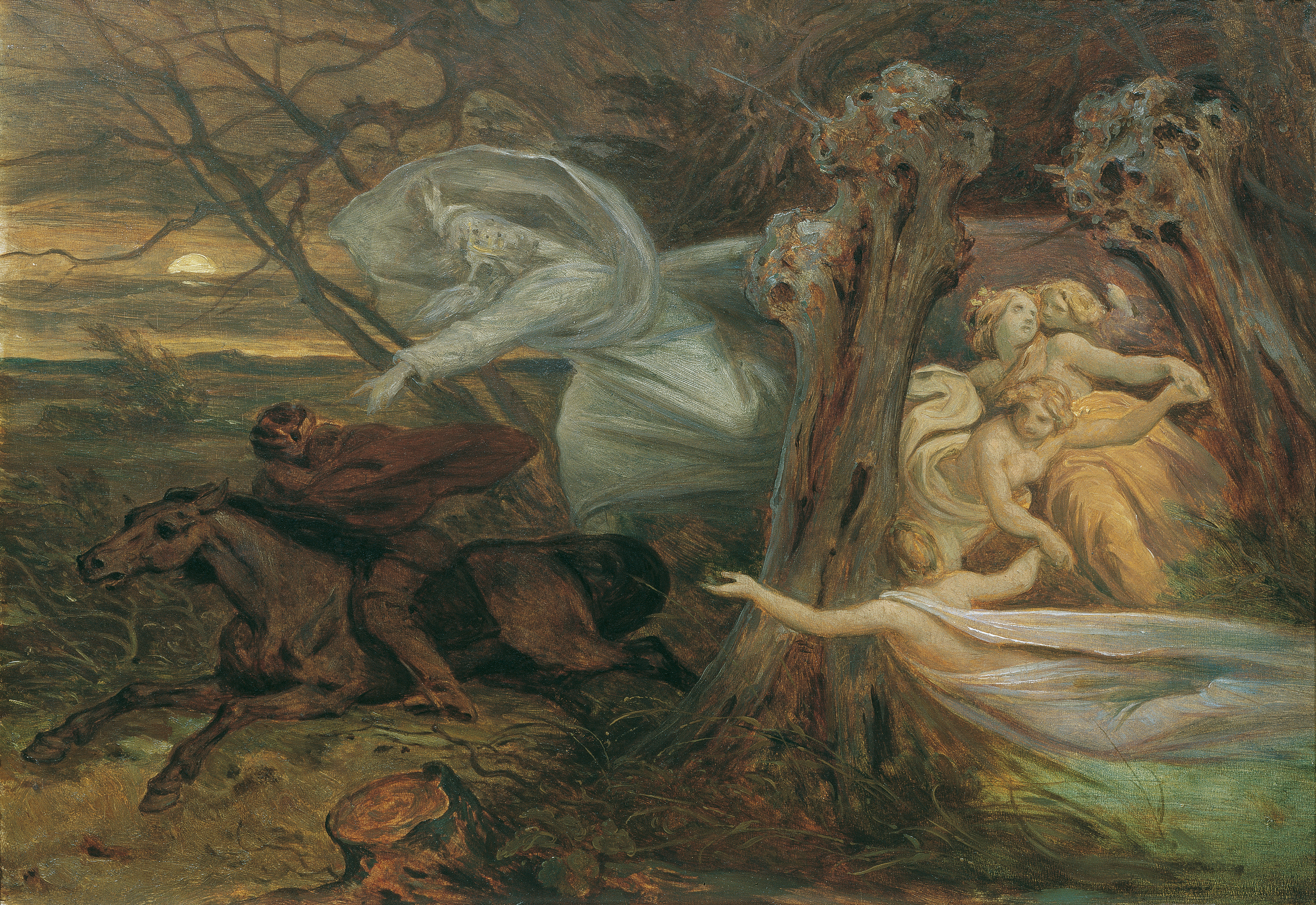
Le Roi des Aulnes, peinture de Moritz von Schwind d'après le poème de Goethe

Deux autres poètes sont également cités en exergue du roman. Le premier, Goethe, dont un extrait du Roi des Aulnes est traduit par l'auteur et évoque le thème de la mort des enfants, qui hante Colorado Train, et que la phrase d'ouverture du chapitre 53 rappelle : « C’est rien, mon enfant. C’est qu’une branche qui gratte contre le bois. C’est rien qu’une branche. » Le second, Mandelstam, dont la citation sonne comme un avertissement de lecture : « C'étaient des temps apocalyptiques, et le malheur nous suivait à la trace. »

#### Inspirations picturales

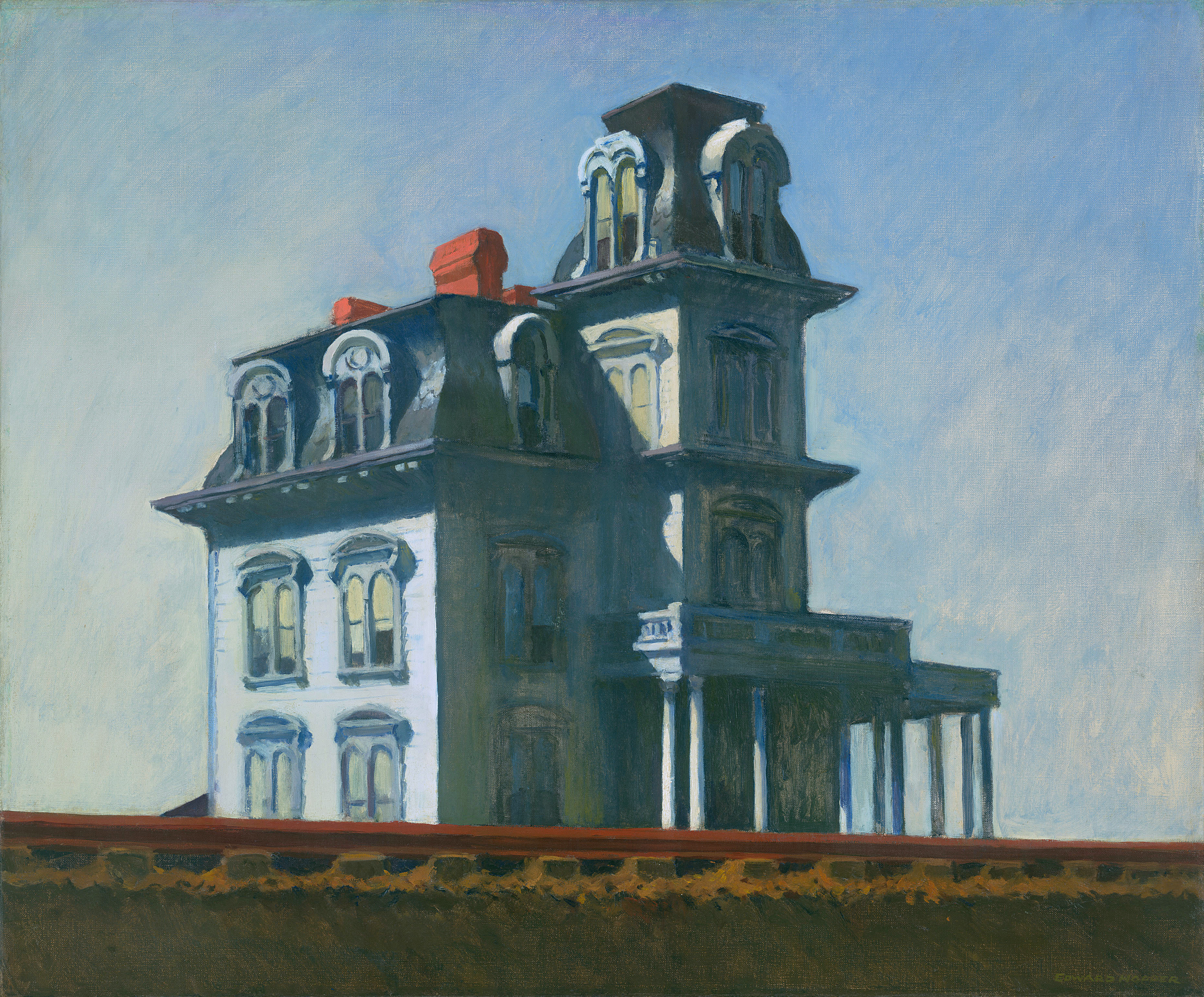
La Maison près de la voie ferrée, tableau d'Edward Hopper, 1925

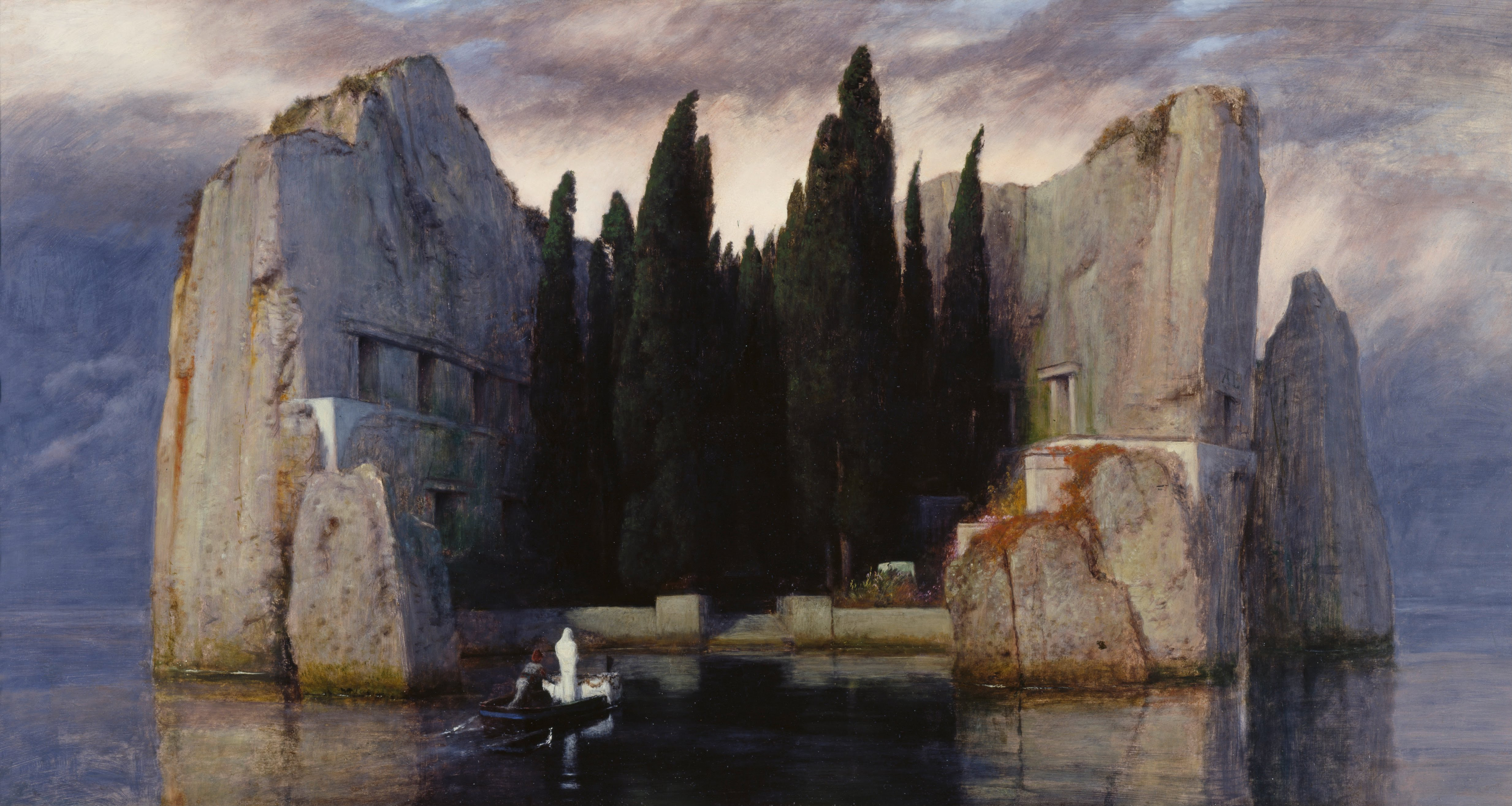
L'Île des morts (3ème version), tableau d'Arnold Böcklin, 1883

Les paysages évoqués dans le roman, la petite ville de Durango écrasée par les imposantes montagnes des Rocheuses, entretiennent une similitude avec les tableaux d'Edward Hopper, lesquels représentent fréquemment une réalité simple, crue, au sein de laquelle se cache une forme d'inquiétude existentielle. L'un des tableaux de Hopper, Maison au bord de la voie ferrée, L'Île des morts d'Arnold Böcklin mais aussi les Peintures noires de Goya, les paysages de C.D. Friedrich ou ceux plus épurés et plus angoissants de Léon Spilliaert sont parfois cités par Thibault Vermot comme inspirations récurrentes des décors de son roman. Il cite également les photographies d'Alec Soth ou Sally Mann, qui fournissent du réel une image teintée de solitude, de mélancolie et de sauvagerie,. De façon plus concrète, les paysages environnant l'auteur, américains ou normands, lui ont fourni une matière immédiate, parfois frappante comme l'image du château d'eau, lieu central dans Colorado Train : 
« C’est celui qui se trouve dans un champ juste à côté de chez moi, en Normandie. Un matin d’automne, sortant tôt de la maison pour aller au travail, alors que je tournais la tête vers la clôture, j’ai été frappé par l’image du château d’eau érigé dans la brume qui suintait du sol ; et je me suis dit qu’un jour, j’écrirais quelque chose qui tournerait autour de cet inquiétant château d’eau. » 

## Histoire
Colorado Train compte environ 72 000 mots, soit 360 pages dans son édition grand format chez Sarbacane, et 384 pages en édition de poche chez Gallimard Jeunesse. Un groupe d'enfants de treize ans allant à la même école et vivant autour de la rue El Paso forme une bande pour laquelle une cabane (nommée La Cabane) forme le quartier général : 
« La Cabane, c’était une cabane de tôle et de bois qu’ils avaient rafistolée juste à côté du garage au père de Durham. Ils se retrouvaient là pour manger un morceau après la partie de D-ball, tous les dimanches… Ça leur servait d’agence, de base arrière, de donjon, de tout ce qu’on veut quand on a douze ou treize ans. Un palace. »
Cette bande, composée de Michael et son frère de neuf ans Calvin, Suzy, Don, George et Durham, se désennuie comme elle peut dans une petite ville oubliée de la dynamique de progrès qui anime l'Amérique d'après-guerre. Parties d'un baseball modifié (le D-ball), construction d'une fusée, réunions dans la Cabane, discussions au sujet des moyens d'échapper à Moe, la brute du collège, et à sa bande de tordus, composent leur quotidien jusqu'au jour où Moe disparaît.

### La découpe du texte
Le texte est découpé en trois parties liées, mais à la dynamique distincte : une première partie (chapitres 1 à 8) consacrée à la présentation des personnages les uns après les autres et les montrant aux prises avec leurs démons personnels, une deuxième partie (chapitres 9 à 54) montrant le groupe d'enfants confronté à la disparition de Moe, première victime du tueur, et menant l'enquête ; enfin, une troisième partie d'environ cent pages (chapitres 55 à 74) constituant le dénouement de l'enlèvement de Calvin, frère de Michael et seconde victime.

#### Première partie du texte: le tour des personnages
Dans cette première partie, les personnages du roman sont présentés tour à tour, au cours d'une même nuit. Les chapitres 1 à 8 suivent la logique du travelling et épousent de manière fluide, tour à tour, le point de vue des protagonistes. Au chapitre 1, la première voix qu'on entend est celle du tueur, qui reprend les mots bibliques de l'Ecclésiaste et annonce dès les premières lignes et sa faim, et ses intentions meurtrières :
« Rien de nouveau sous le soleil. Il y a un temps pour coudre et un temps pour déchirer. Un temps pour guérir – et un temps pour tuer.

J’ouvre l’œil lorsque la faim me tord le ventre. Dans le ciel du Colorado, une seule étoile brille, tel un œil attentif et curieux. Je relève mon chapeau tordu ; il est minuit. Alors, sous la lune qui rit, je cours à travers champs et saute dans le premier convoi qui passe. »
Le chapitre 2 met en scène Suzy, qui essaie d'échapper aux coups de son père, le policier Joe Dedkin. Le chapitre 3 présente Don, poursuivi par Moe et ses quatre acolytes. A la fin du chapitre 3 apparaissent George et Durham, dont l'équipée à vélo de nuit près de la voie ferrée Durango-Silverton occupe le chapitre 4. A la fin du chapitre 4, un train passe à côté d'eux ; il s'agit du convoi dans lequel a embarqué le tueur au chapitre 1, ce que celui-ci confirme au chapitre 5. Le chapitre 6 montre Michael allongé sur son lit, songeant à Suzy et regardant par la fenêtre (tandis qu'à la fin du chapitre 2, Suzy regardait elle aussi par la fenêtre dans la direction de la maison de Michael). Il se remémore les circonstances de la fuite de son père, probablement causée par un crime dont Joe Dedkin, le père de Suzy, le croit coupable. Au chapitre 7, Calvin, petit frère de Michael, entre dans sa chambre et négocie deux histoires avant de retourner dormir : celle des photos de leur père, trouvées par Michael dans un tiroir, et celle de la Raclée, épisode au cours duquel Don, Durham, Suzy et George ont mis en déroute Moe et ses lieutenants. Le chapitre 7 se clôt sur l'arrivée de Suzy qui passe par la fenêtre, et l'évocation de la partie de D-ball à venir.
Le chapitre 8 donne à entendre la voix du tueur, qui vient d'arriver à Durango. Le panneau à demi-effacé indique « D RANG », rappel du Sturm und Drang des romantiques allemands, annonce de la tempête à venir. Il trouve refuge dans le château d'eau.

J. Edgar Hoover, fondateur du FBI, portrait de 1924

Cette mise en place du décor via un tour des personnages met en lumière à la fois l'action à venir, à travers la tension installée par la voix du tueur, et les problématiques personnelles de chaque protagoniste : Joe Dedkin, fragilisé par son métier de policier, mène la vie dure à sa femme et à sa fille Suzy. Don est harcelé par Moe. George et Durham mènent une vie de collégiens plutôt paisible, et sont travaillés par l'idée de faire décoller une fusée. Leur visite nocturne au pont ferroviaire a pour but d'explorer les pas de tirs possibles des environs. Michael et Calvin grandissent sans père et sont éduqués par leur mère qui subit la fatigue d'un parent célibataire. Les collégiens forment une bande rassemblée sous l'égide de Durham, et sont fréquemment nommés « les D-men » dans le roman, référence aux government men ou  « G-men » de J. Edgar Hoover, nom donné aux enquêteurs du FBI. 

#### Deuxième partie du texte: l'enquête
Les chapitres 9 à 54 développent les arcs narratifs du décollage de la fusée, de l'enlèvement de Moe, de l'enquête menée par la bande de Durham à ce sujet, qui conduit les différents protagonistes à explorer les marges de Durango : la gare, Silverton, le secteur minier abandonné de Smelter Mountain, le château d'eau. Moe est retrouvé partiellement dévoré, puis Calvin disparaît à son tour.

#### Troisième partie du texte: le dénouement
Les chapitres 55 à 74 constituent le dénouement de l'histoire : la montée en voiture des enfants vers Silverton, l'exploration de nuit et sous la neige des environs de la gare, l'intervention parallèle de Joe Dedkin au même endroit, au cours de laquelle il trouve la mort, et le combat contre le tueur sur un train lancé dans la nuit à pleine vitesse.

### Typologie des personnages

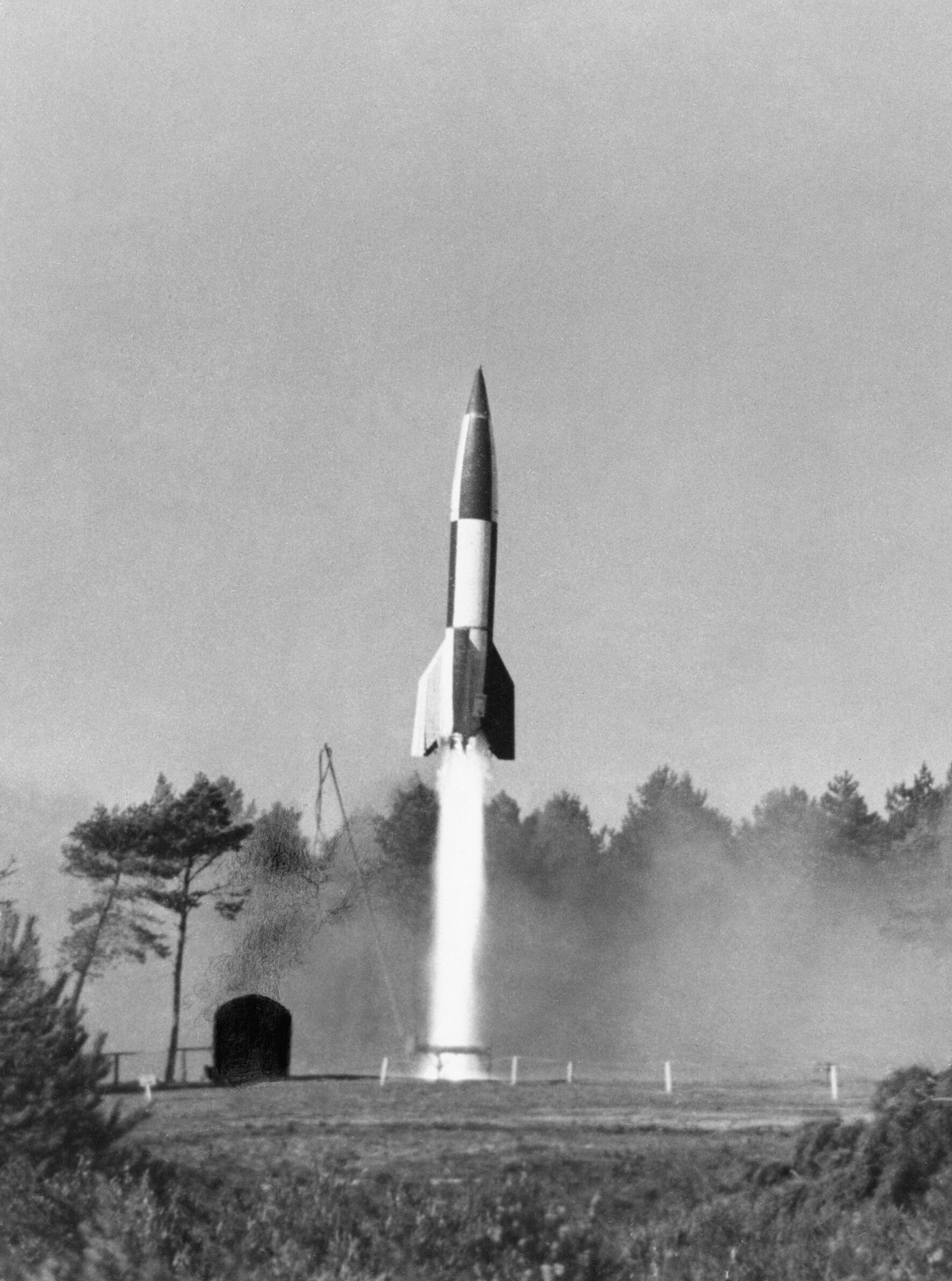
Fusée allemande V2, 10 octobre 1945. Dans Colorado Train, George et Durham s'inspirent de ce modèle pour mener toutes les recherches devant aboutir au lancement de leur propre fusée.

Les principaux personnages du roman correspondent en partie à des types littéraires. Don est le petit gros plutôt gourmand, possesseur de calendriers de pin-ups Brown & Bigelow ; Durham le charismatique et George l'intellectuel, deux petits génies construisant une fusée ;  Michael, un rêveur porté sur l'écriture ; Suzy, une fille aux traits de garçons manqué ; Calvin, petit garçon pot-de-colle ; Joe Dedkin, officier de police porté sur la boisson. Mais la plupart de ces personnages échappent au seul aspect de support narratif, fonction occupée par des éléments de récit  qui servent l'avancée de l'intrigue ou de la narration. L'usage du point de vue interne notamment, plus ou moins développé, vise à favoriser l'empathie du lecteur et donne davantage de relief à certaines figures : Michael, Suzy et son père Joe Dedkin.  

#### Onomastique
Certains noms de personnages ont été choisis pour des raisons précises : Moe, Calvin et Suzy sont une référence à la bande dessinée Calvin et Hobbes de Bill Watterson ; le nom « Dedkin », porté par Suzy et son père Joe, renvoie à l'anglais signifiant « parents morts », et pointe en direction à la fois du comportement de l'officier de police, qui s'ingénie à détruire sa cellule familiale, mais aussi de son destin. 

#### La figure du tueur

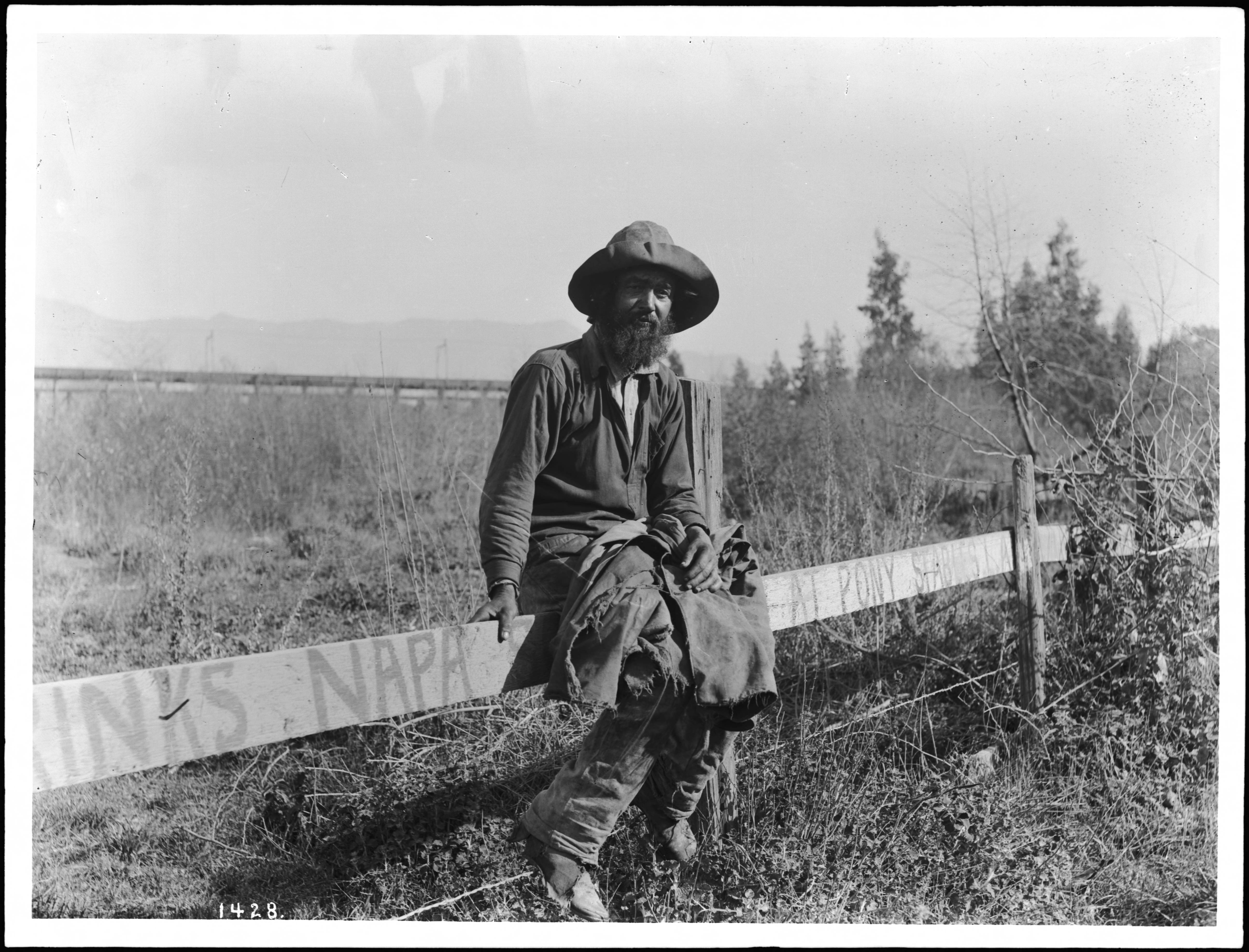
Hobo assis sur une barrière (ca. 1920)

La figure du tueur est développée au cours du roman selon deux modalités. D'une part, celle de la créature légendaire, le tueur étant assimilé au Wendigo amérindien. La diction du tueur, restituée par le texte presque sous forme de versets (retours à la ligne fréquents), alimente cet aspect. D'autre part, celle de l'ex-soldat traumatisé par le Débarquement de Normandie, et rejeté à la marge de la société américaine d'après-guerre, oublié du progrès et de la reconstruction. En cela, sa figure fonctionne comme témoin négatif de l'époque décrite dans le roman et dit « en filigrane [...] les séquelles de la guerre sur les hommes, la violence, la folie et la misère qui en découlent. »  
La voix de cet antagoniste, symbolisée par l'italique au fil du roman et isolée par des chapitres particuliers. Les premiers chapitres qui y sont consacrés (chap.1, 2, 5, 8, 15) montrent l'arrivée et l'installation du tueur à Durango, qui pratique le freighthopping (en), voyage en train clandestin. Sa figure apparaît sous la lumière de la lune, « trop grande et difforme », affublée d'un « chapeau tordu ». Il prononce quelques mots en allemand (so grau), et indique peu après qu'on le prend pour le « Gray Man (en) », un fantôme du folklore américain.  
Le chapitre 18 met en scène l'enlèvement de Moe par le tueur qui s'est glissé dans sa cave, poussé par la faim obsessionnelle qui le tenaille depuis l'ouverture du roman : « Si je ne le mange pas, je meurs. » Cette faim, motif récurrent dans les pensées du tueur, impacte dès lors concrètement le déroulement de l'intrigue : un premier enfant disparaît. 
Au chapitre 22, le tueur a mangé, fait traduit par le code hobo « I8 » (« I ate »), et de tueur en puissance devient tueur en actes. Ce même code est utilisé au chapitre 51 pour symboliser « une poêle », « un sourire de borgne » ou « un couperet » : xP.  
Le chapitre 26 développe un retour en arrière au fil duquel le lecteur apprend que le tueur a participé au Débarquement de Normandie, s'est retrouvé isolé de son escouade et a dû pratiquer le cannibalisme sur un jeune enfant trouvé dans un village français.  
Au chapitre 33, le tueur est pris par la police de Durango et relâché. Il est un vagabond, mais aussi un ancien GI, et les policiers font montre de tolérance.  
Les chapitres 40 et 42 montrent Suzy et Michael sautant dans un train à destination de Silverton pour y faire un pique-nique. Au cours de cet épisode d'école buissonnière, ils côtoient le hobo qui dort dans le même wagon, sans qu'ils s'en aperçoivent. Chapitre 44, la nature légendaire du tueur est rappelée par l'hyperbole et la métaphore : « J'aiguise un sourire, mille lames comme un astre méchant. »  
Les chapitres 48 et 49 décrivent l'enlèvement de Calvin. Au chapitre 60, Calvin prisonnier évoque son ravisseur sous les traits de la créature légendaire : « J’aurais bien aimé te voir une dernière fois, Mikey. J’aurais bien aimé te raconter ça, et que tu me dises comment tu as poursuivi le Wendigo. »  
Le chapitre 67 met en scène une dernière fois la voix du tueur, au moment où il exécute Joe Dedkin. La fin du texte, occupée par la poursuite de l'antagoniste par les enfants, est racontée depuis le point de vue de ces derniers.

#### Joe Dedkin

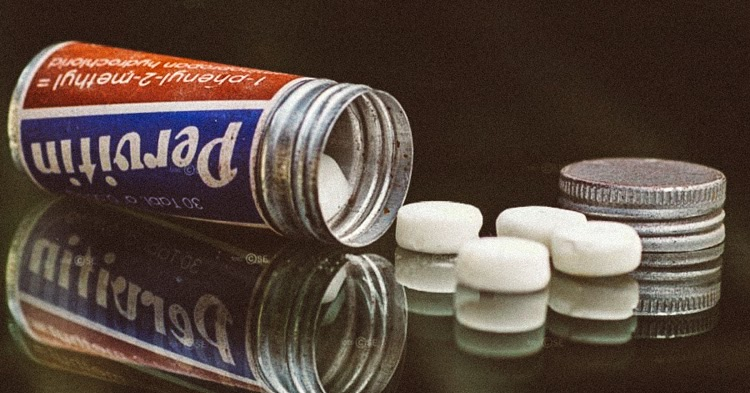
« Ça peut plus durer, Joe Dedkin. Le lendemain il était allé voir le docteur. Le docteur lui avait donné des pilules. – C’est de la Pervitine. Ça vous fera du bien. On donnait ça aux gars quand ils sont allés en France. Vous en prenez quand vous sentez que ça vient. »

L'officier de police Joe Dedkin est une figure problématique du roman, en ce sens qu'il est inclassable. D'abord cliché de policier violent à cause de son métier et de l'abus d'alcool, battant sa femme et sa fille, donc figure repoussoir, il cherche cependant au fil du texte la guérison en prenant de la Pervitine (chap.24), puis la rédemption en voulant sauver sa fille. Il trouve la mort alors qu'il est à la recherche de sa fille Suzy, qu'il croit sous la menace du tueur. Le lecteur, mené par les phénomènes d'empathie et d'identification propres à la lecture, peine à interpréter correctement les sentiments qu'il doit éprouver face à Dedkin, être à la fois faible et puissant, creuset de contradictions humaines : de la peur ? De la haine ? De la pitié ? De la peine ?

### Thèmes du roman

#### L'amitié
L'amitié est le thème central du roman et donne à voir au lecteur une bande d'amis dans ses moments de complicité, mais aussi d'adversité. Elle est aussi une notion problématique dans le processus d'écriture du roman, en ce sens que Thibault Vermot explique avoir, dans l'avant-dernière version du texte, poussé la noirceur du récit jusqu'à dissoudre les liens d'amitié entre Michael, Suzy, Don, George et Durham. Le maintien de ces liens d'amitié dans la dernière version procède donc d'un travail de réflexion conscient de l'auteur, guidé par les suggestions de son éditeur, et l'exigence aussi littéraire qu'humaine de conserver une part d'espérance dans la menée de l'intrigue.

#### L'enfance
Les enfants, âgés d'environ douze ans, sont les protagonistes du roman de Thibault Vermot. Si la notion d'enfance peut être définie par un rapport de soumission ou de subordination aux adultes, alors les enfants de Colorado Train sont menés par l'intrigue à s'affranchir davantage encore de la subordination aux adultes : leur enquête s'avèrera par exemple plus efficace que celle des policiers, et généralement ils exercent une forme de méfiance vis-à-vis des adultes, peu fiables ou défaillants, à l'instar du père de Michael, du père de Durham, du père de Suzy. Au sujet de Don, harcelé par Moe, la brute : 
– Pourquoi il a jamais rien dit à ses parents ? Ou à Miss ? 

– Parce que quand t’as des emmerdes, t’essaies d’abord de te débrouiller tout seul.

Si la notion d'enfance peut également être reliée à l'idée de jeu ou d'attrait pour la fiction, les enfants de Colorado Train jouent en effet et s'inventent des mondes (le D-ball, la Cabane, la construction d'une fusée), et c'est l'un de leurs jeux, « jouer aux G-men », donc remplacer les officiers fédéraux dans le cadre d'une enquête, qui les mène à remonter la piste qui mène de Moe au tueur mangeur d'enfants. A la sortie du roman, l'écrivain Vincent Villeminot loue la façon qu'a Colorado Train d'aborder 
« cette justesse de l'enfance des cinq superbes héros et de la remarquable héroïne de ce roman sombre, hanté, sans être glauque. On la cherche tous, auteurs, lecteurs, en litté young adult – et elle est tenue, ici, superbement, respectueusement, au plus haut et jusqu'au bout. Rien de notre savoir d'adulte ne vient jamais polluer l'innocence-en-train-de-se-déchirer des protagonistes. Ni l'intrigue ni la narration pourtant précise, située. Elle donne au récit des airs de contes horrifiques tout en s'inscrivant dans une littérature romanesque, dans des paysages américains, dans une époque brillamment restituée, questionnée. »

#### L'apprentissage
Lorsque Moe disparaît, les D-men de Durham se lancent à sa recherche, d'abord par esprit de jeu et d'exploration, constantes de l'enfance. Mais dès lors que Moe est retrouvé mort, il ne s'agit plus de jeu, et le groupe d'enfants, poursuivant ses recherches, se retrouve peu à peu dépassé par un enjeu dramatique qui les sort des cycles de l'enfance. Le moment où Calvin disparaît est un point de bascule particulier : il s'agit de le retrouver avant qu'il ne meure. Poussés par cette nécessité, lorsque Colorado Train se clôt, les enfants ont grandi. Personnages obéissant à une « loi du changement » romanesque, ils ne sont plus les mêmes qu'à la première page du texte ; l'aventure les a transformés.

## Circonstances de publication

### Le travail d'écriture
Thibault Vermot envoie sa deuxième version du manuscrit à quelques éditeurs en 2015, la plupart spécialisés en littérature générale, deux autres en littérature ado-adulte. Marion Brunet, alors lectrice pour Sarbacane, remarque le manuscrit et le transmet à l'éditeur Tibo Bérard, directeur de la collection Exprim'. Celui-ci envoie une première réponse à l'auteur en septembre 2015 et lui indique que le ton du texte lui plaît, mais qu'il n'est pas publiable en l'état, question et de narration, et d'incarnation des personnages. Il déclare plus tard à Raphaële Botte pour Le Monde : « J’avais sous les yeux un long poème extrêmement littéraire, un style puissant et poétique, des références maîtrisées (...). Il manquait un élément indispensable, selon moi : la narration. La singularité du roman ado-adulte se situe précisément là : il faut agripper le lecteur. » 
Vermot retravaille son texte durant environ deux ans et réécrit deux fois la seconde moitié du roman sans parvenir à une version satisfaisante pour les deux parties. Dans une conversation téléphonique datée d'octobre 2016, l'éditeur Tibo Bérard souligne auprès de l'auteur la noirceur, voire le nihilisme de son texte, soutient que l'espoir est une notion nécessaire quand on écrit un livre et remet en question le projet éditorial. Lucide quant à cette idée selon laquelle un roman pouvait avoir un impact sur la vie réelle, donc de la nécessité d'entretenir une forme d'espoir dans sa fiction, Vermot réécrit une fois encore les premiers chapitres ; cette fois-ci l'éditeur les trouve satisfaisants. Dans l'intervalle, le premier enfant de l'auteur est né, et il raconte quel bénéfice secondaire il tire des nuits troubles des premiers mois, puisqu'il réécrit son texte jusqu'aux petites heures du matin pendant que sa fille dort sur le canapé à côté de lui.
La rédaction de Colorado Train est achevée en février 2017, les dernières corrections portées sur le manuscrit en avril. Dans la section du paratexte titrée « Remerciements », les mots adressés à son éditeur, qui a su « pousser [l'auteur] dans [s]es retranchements » et l'a « tenu dans le viseur pendant près de deux ans » illustrent dans une certaine mesure l'intensité du travail d'écriture au cours du processus de création. 

### Public visé
Colorado Train est publié dans la collection Exprim' chez Sarbacane, collection dédiée aux romans ado-adultes, ou Young Adult, visant une tranche d'âge de 13 ans et au-delà. L'éditeur Tibo Bérard explique avoir créé cette collection pour que des lecteurs de 25 ans se sentent autorisés à lire autre chose que des œuvres dites « de littérature générale ». De fait, les volumes de la collection Exprim' sont régulièrement sélectionnés dans le cadre de prix jeunesse. De son côté, Thibault Vermot déclare n'avoir jamais calibré son style pour tel public en particulier, et avoir à l'origine destiné son roman à des maisons d'édition de littérature générale.

### Accueil critique
Colorado Train est publié chez Sarbacane le 6 septembre 2017 et présenté en public à la librairie L'Armitière à Rouen. Dès sa sortie, la filiation du roman avec les œuvres de Stephen King est soulignée par la critique littéraire, et il est rapidement estampillé « roman de genre ». Sélectionné pour le prix Pépite du SLPJ édition 2017 ainsi que le prix Vendredi, il obtient dès sa sortie une mention spéciale au Prix Vendredi, ainsi qu'un succès de librairie qui s'inscrit dans le renouveau d'une vogue du genre horrifique, via la sortie du film Ça et de la série Stranger Things sur la plateforme de VOD Netflix.

Le Wendigo des légendes amérindiennes, créature rejetée en marge de la société humaine et devenue cannibale

Le magazine de littérature ActuaLitté note au sujet de Colorado Train que le roman « est rapidement devenu l’un des événements littérature « ado » tellement son style, son intelligence et son écriture sont totalement maîtrisés.» A sa sortie, Laurent Goumarre lui consacre un épisode de son émission, le Nouveau Rendez-Vous, sur France Inter, dans lequel le journaliste soulève la dimension inquiétante du roman, cristallisée par la figure du Wendigo, « monstre assez rare, très poétique, très effrayant ».  
Colorado Train est comparé à sa sortie à des œuvres comme Zephyr, Alabama (Le Mystère du lac) de Robert McCammon, Ça de Stephen King ou Nuit d'été de Dan Simmons et obtient un accueil critique favorable, tant au sujet de la mise en œuvre efficace des thèmes horrifiques que de la maîtrise de l'atmosphère, de la construction du roman, et de son aspect frappant dans l'ensemble servi par une « écriture cinématographique ». Michel Abescat chronique le roman dans Télérama et lui décerne la note TTT (« Très Bien »). La journaliste Raphaëlle Botte souligne l'aspect à la fois captivant et angoissant du roman qu'elle mentionne en tête d'un article du journal Le Monde, dans lequel elle explore l'aspect noir et exigeant de certains romans estampillés littérature jeunesse.
Le roman est acheté pour une parution en poche dans la collection Pôle fiction de Gallimard jeunesse le 28 mai 2020, puis en bande dessinée aux Éditions Sarbacane le 7 septembre 2022.
En termes de réception critique non institutionnelle, Colorado Train obtient une note de 3,87/5 sur le site d'agrégation de lectures Babelio, 6,7/10 sur SensCritique, 3,37/5 sur Goodreads.